# جاكلين بيتر
جاكلين بيتر هي راقصة على الجليد كندية، ولدت في 9 أكتوبر 1970 في وينيبيغ في كندا.

## وصلات خارجية
- جاكلين بيتر على موقع اللجنة الأولمبية الدولية (الإنجليزية)
- جاكلين بيتر على موقع أوليمبيديا (الإنجليزية)
- جاكلين بيتر على موقع اللجنة الأولمبية الكندية (الإنجليزية)